# Standesseelsorge
Standesseelsorge nannte man eine  von Parochien unabhängige Berufs- beziehungsweise zielgruppenspezifische Seelsorge in der katholischen Kirche. Beispiele gibt es in der Arbeit mit Kindern, Jugendlichen, Müttern, Konvertiten, Revertiten, aber vor allem im Bereich bestimmter Berufsgruppen wie Binnenschiffer, Studenten, Schausteller, Handwerker, Dienstboten. Die Seelsorge wurde dabei gezielt auf die einheitlich strukturierte Gruppe ausgerichtet.
Ziel war das „Einpflanzen der Heilsthatsachen in Gemüt und Verstand“ und die Formung von Weltbild und Verhaltensweisen durch verschiedene geistliche Übungen. 
Dazu wurden ab der Kriegszeit vor allem in Österreich besondere Seelsorgehelferinnen ausgebildet.